# 대도리행
대도리행(大都利行, ？∼728년)은 발해의 왕자로, 발해 무왕 대무예(大武藝)의 아들이다. 720년 8월 당나라로부터 계루군왕(桂婁郡王)으로 책봉되었다.

## 생애
발해 무왕 대무예(大武藝)의 아들로 고왕 대조영의 손자가 된다. 무왕 대무예가 세자로 있을 때 당나라에 사절로 파견됐다가 720년 8월에 당나라로부터 계루군왕(桂婁郡王)으로 책봉받았으며, 726년에는 좌무위대장군원외치숙위(左武衛大將軍員外置宿衛)에 봉해졌다. 구당서, 신당서에는 나타나지 않으나 책부원귀에 (唐玄宗 開元八年(720) 八月) 是月, 冊渤海郡王左驍衛大將軍大武藝嫡男大都利行,爲桂婁郡王)이라 한다.
728년, 당나라에서 숙위로 머무르던 중 병사했다. 사후에 그는 당나라로부터 홍려경(鴻臚卿)으로 예우 받았으며 비단 300필과 곡식 300석을 받고, 유사조제관(有司弔祭官)이 만들어준 혼백의 상여(靈轝)를 타고 발해로 돌아왔다. 그가 죽자 다시 그의 부왕 대무예가 계루군왕에 겸임되었다. 책부원귀에는 당현종 개워 20년 발해, 계루군왕 대무예병사 그 아들 대흠무가 계승했다(唐玄宗 開元二十年(732)) 是年, 渤海 桂婁郡王大武藝病死, 其子大欽茂嗣立)고 했는데 대흠무 대신 그의 부왕에게 다시 계루군왕직까지 겸직된 이유는 알 수 없다.

## 대도리행이 등장하는 작품
- 《삼국기》(KBS, 1992년~1993년 배우:이춘교